# Metridium dianthus
Metridium dianthus is een zeeanemonensoort uit de familie Metridiidae. De anemoon komt uit het geslacht Metridium. De wetenschappelijke naam van de soort werd in 1768 voor het eerst geldig gepubliceerd door Ellis. Het wordt gevonden in de noordelijke Atlantische Oceaan (inclusief de kusten van de Britse Eilanden) en in de noordoostelijke Stille Oceaan.

## Beschrijving
Deze zeeanemoon heeft een brede en stevig hechtende basis. De kolom is glad, verdeeld in scapus en capitulum, met een prominente borstwering en fosse. De tentakels zijn slank, kort of matig en zeer talrijk in grote of middelgrote exemplaren. Acontia (draadachtige weefselstructuren) zijn aanwezig, maar worden niet gemakkelijk uitgestoten. De kleur is meestal wit of oranje, af en toe bleekgeel, geel of roodachtig, soms tweekleurig. Tentakels meestal met een witte band nabij de basis. Grootte tot 120 mm over de basis en 300 mm hoog, maar er komen veel kleine vormen (dwergrassen) voor die zelden groter zijn dan 30–40 mm over de basis.

## Verspreiding
Metridium dianthus is een aanpasbare, circumboreale soort op het noordelijk halfrond. In de oostelijke Atlantische Oceaan strekt zijn verspreidingsgebied zich uit van het schiereiland Kola in het noorden van Rusland tot de Golf van Biskaje, in de westelijke Atlantische Oceaan van de poolcirkel tot Delaware, en het komt ook voor in de noordoostelijke Stille Oceaan. Het is ook aanwezig op bepaalde locaties waar het waarschijnlijk is geïntroduceerd, waaronder Patagonië, de Falklandeilanden, Zuid-Afrika en Japan. Het komt voor op diepten tot ongeveer 100 meter, op rotsen, in grotten, op kiezelstenen, op weekdieren zoals mosselen, op werven en steigers, op drijvende voorwerpen, netten en touwen. Het verdraagt temperaturen tussen -1 en 20 °C en verschillende zoutgehaltes.